# Kopstal
Kopstal (in lussemburghese: Koplescht) è un comune del Lussemburgo centrale. Fa parte del cantone di Capellen, nel distretto di Lussemburgo.

## Geografia fisica
Nel 2005, la città di Kopstal, capoluogo del comune che si trova in una valle fra colline boscose, aveva una popolazione di 644 abitanti. L'altra località che fa capo al comune è Bridel. La città si trova a poca distanza dalla capitale.

## Storia
Il comune di Kopstal è stato costituito il 1º luglio 1853, quando ha ottenuto l'autonomia da Kehlen (nel cantone di Capellen) e Steinsel (nel cantone di Lussemburgo).  La legge di costituzione del comune è stato approvata il 22 febbraio 1853